# Terry Southern
Pour les articles homonymes, voir Southern.
Terry Southern (né le 1er mai 1924 à Alvarado, au Texas et mort le 29 octobre 1995 à New York) est un écrivain, scénariste, acteur et producteur de cinéma américain.

## Livres
- Candy (en), trad. en français, Éditions Robert Laffont (1968), écrit en collaboration avec Mason Hoffenberg (en), Paris, Olympia Press, 1958.
- Texas marijuana, et autres saveurs (en) (Red-Dirt Marijuana and Other Tastes), Éditions Gallmeister, 2009

## Filmographie

### Comme scénariste
- 1964 : Docteur Folamour (Dr. Strangelove) de Stanley Kubrick
- 1965 : L'Obsédé (The Collector) de William Wyler
- 1965 : Le Cher Disparu (The Loved One)
- 1965 : Le Kid de Cincinnati (The Cincinnati Kid)
- 1967 : Casino Royale
- 1967 : Comment réussir en amour sans se fatiguer (Don't Make Waves)
- 1968 : Barbarella
- 1969 : Easy Rider
- 1970 : End of the Road (+ producteur et acteur)
- 1976 : L'Homme qui venait d'ailleurs (The Man Who Fell to Earth)
- 1976 : The American Parade (feuilleton TV)
- 1980 : Electric Lady
- 1988 : Le Téléphone (The Telephone)